# Mateusz Michalski (lekkoatleta)
Mateusz Michalski (ur. 29 sierpnia 1987 we Wrześni) – polski niepełnosprawny lekkoatleta, specjalizujący się w biegach sprinterskich, dwukrotny medalista paraolimpijski, wielokrotny medalista Mistrzostw Świata i Europy.

## Życiorys
Sprinter do siódmego roku życia rozwijał się prawidłowo, dopiero w wieku 8 lat choroba Stargardta zaatakowała jego wzrok, który stopniowo zaczął się pogarszać. Na jedno oko widzi w około 9% na drugie około 10%. Do 2013 roku występował w kategorii T12, jednak czuł się na tyle sprawny, że przeszedł do grupy lepiej widzących T13.
Pierwszym międzynarodowym sukcesem Michalskiego było mistrzostwo świata wywalczone w 2011 roku podczas zawodów w Christchurch, gdzie zdobył dwa złote medale w biegach na 100 i 200 metrów. W 2012 roku został mistrzem Europy w biegu na 100 m. Na Igrzyskach Paraolimpijskich w Londynie wywalczył dwa medale – złoty w biegu na 200 m (rekord świata) oraz srebrny na dystansie 100 m.
Jego trenerami byli Zbigniew Lewkowicz i Adam Kaczor. Aktualnie mieszka we Wrześni, jednak wyjeżdża często i trenuje w Warszawie.
W 2013 został odznaczony Złotym Krzyżem Zasługi oraz zdobył statuetkę dla najlepszego sportowca niepełnosprawnego na Gali Mistrzów Sportu Przeglądu Sportowego.

## Osiągnięcia

### Reprezentacja Polski
| Rok  | Impreza                              | Miejsce        | Konkurencja    | Lokata     | Wynik    |
| ---- | ------------------------------------ | -------------- | -------------- | ---------- | -------- |
| 2008 | Igrzyska Paraolimpijskie             | Pekin          | 100 metrów T12 | 9. miejsce | 11.31    |
| 2008 | Igrzyska Paraolimpijskie             | Pekin          | 200 metrów T12 | 8. miejsce | 22.75    |
| 2011 | World Para Athletics Championships   | Christchurch   | 100 metrów T12 | 1. miejsce | 11.05    |
| 2011 | World Para Athletics Championships   | Christchurch   | 200 metrów T12 | 1. miejsce | 22.02    |
| 2012 | IPC Athletics European Championships | Stadskanaal    | 100 metrów T12 | 1. miejsce | 10.85    |
| 2012 | Igrzyska Paraolimpijskie             | Londyn         | 100 metrów T12 | 2. miejsce | 10.88    |
| 2012 | Igrzyska Paraolimpijskie             | Londyn         | 200 metrów T12 | 1. miejsce | 21.56 WR |
| 2013 | World Para Athletics Championships   | Lyon           | 100 metrów T12 | 1. miejsce | 10.79    |
| 2013 | World Para Athletics Championships   | Lyon           | 200 metrów T12 | 1. miejsce | 21.78 CR |
| 2014 | IPC Athletics European Championships | Swansea        | 100 metrów T13 | 2. miejsce | 11.34    |
| 2014 | IPC Athletics European Championships | Swansea        | 200 metrów T13 | 3. miejsce | 23.20    |
| 2015 | World Para Athletics Championships   | Doha           | 200 metrów T13 | 3. miejsce | 21.92    |
| 2016 | IPC Athletics European Championships | Grosseto       | 100 metrów T13 | 1. miejsce | 10.98    |
| 2016 | IPC Athletics European Championships | Grosseto       | 200 metrów T13 | 1. miejsce | 22.07    |
| 2016 | Igrzyska Paraolimpijskie             | Rio de Janeiro | 100 metrów T13 | 5. miejsce | 11.01    |
| 2017 | World Para Athletics Championships   | Londyn         | 100 metrów T13 | 2. miejsce | 10.95    |
| 2017 | World Para Athletics Championships   | Londyn         | 200 metrów T13 | 3. miejsce | 21.86    |
| 2018 | IPC Athletics European Championships | Berlin         | 100 metrów T13 | 2. miejsce | 10.99    |
| 2018 | IPC Athletics European Championships | Berlin         | 200 metrów T13 | 2. miejsce | 21.87    |